# لويس ميغيل غارسيا (مجدف)
لويس ميغيل غارسيا (بالإسبانية: Luis Miguel García Delgado)‏ هو مجدف مكسيكي، ولد في 16 أكتوبر 1967.

## وصلات خارجية
- لويس ميغيل غارسيا ديلغادو على موقع الاتحاد الدولي للتجديف (الإنجليزية)
- لويس ميغيل غارسيا ديلغادو على موقع اللجنة الأولمبية الدولية (الإنجليزية)
- لويس ميغيل غارسيا ديلغادو على موقع أوليمبيديا (الإنجليزية)